# Lessini Durello
Lessini Durello o Durello Lessini è una denominazione di origine controllata assegnata a due tipologie di vini prodotti nelle province di Verona e provincia di Vicenza.
Si tratta nello specifico del Lessini Durello Spumante e del Lessini Durello Spumante riserva, entrambi prodotti con uva durella all'85% minimo. Lo Spumante riserva è fatto rifermentare in bottiglia per almeno 36 mesi dalla data di tiraggio.
L'area di produzione comprende la fascia collinare e pianeggiante ai piedi delle prealpi vicentine, da Badia Calavena a Costabissara e da Schio a Montebello Vicentino. Coincide quindi con la DOC Monti Lessini.
I produttori fanno riferimento al Consorzio Tutela Vino Lessini Durello con sede a Soave.